# (242830) Richardwessling
(242830) Richardwessling est un astéroïde de la ceinture principale.

## Description
(242830) Richardwessling est un astéroïde de la ceinture principale. Il fut découvert le 21 février 2006 à Charleston par Robert Holmes. Il présente une orbite caractérisée par un demi-grand axe de 3,07 UA, une excentricité de 0,03 et une inclinaison de 11,1° par rapport à l'écliptique.

## Compléments